# Hymenophyllum brevistipes
Hymenophyllum brevistipes är en hinnbräkenväxtart som beskrevs av Frederik Michael Liebmann. Hymenophyllum brevistipes ingår i släktet Hymenophyllum och familjen Hymenophyllaceae. Inga underarter finns listade.